# Thierry Nouveau
 (septembre 2020).
Thierry Nouveau, né à Tours le 6 novembre 1970, est un dessinateur de bande dessinée et illustrateur français.

## Biographie
Thierry Nouveau étudie les beaux-arts à Rennes pendant cinq ans avant de s'installer comme illustrateur indépendant pour la presse et des éditeurs jeunesse.

## Œuvres
- Série Léo et Lola[3],[4] (scénario de Marc Cantin) aux éditions Le Lombard puis aux éditions Clair de Lune.
- Série Ma mère et moi (scénario de Marc Cantin) aux éditions Clair de Lune.
- Série Léo & Lola Super (scénario de Marc Cantin et Isabel) aux éditions Clair de Lune.
- Théa cavalière (scénario de Judith Peignen et Emma Schulz) aux éditions vents d'ouest.
- Série Les Énigmes de Léa[5] (scénario de Philippe Larbier puis Judith Peignen), Bamboo Édition
- Les virus même plus peur ! (scénario de Christophe Tricart) aux éditions Lutin conseil pour enfants.